# Jakkarasanakuppa, Bangarapet
Jakkarasanakuppa là một làng thuộc tehsil Bangarapet, huyện Kolar, bang Karnataka, Ấn Độ.